# ماریلین رامنوفسکی
ماریلین رامنوفسکی (به انگلیسی: Marilyn Ramenofsky) (زادهٔ ۲۰ اوت ۱۹۴۶) شناگر اهل ایالات متحده آمریکا است.